# 李茂 (唐朝)
李茂（?—?），唐朝宗室，唐高祖李淵的第十子李元礼的长子，嗣徐王。
李茂性格酷薄，行为恶劣。咸亨三年（672年），父亲李元礼卧病在床，李元礼寵妾趙氏貌美，李茂逼迫欲奪为己有。李元礼叱責李茂，李茂愤恨，屏退李元礼的侍衛，断绝了父亲的汤药和膳食，说：“为王五十年足矣，何服药为？”李元礼最终餓死，李茂袭封徐王。上元年間（674年—676年），此事泄露朝廷得知，李茂被流放海南岛的振州后死在那里。神龙初年（705年），以李茂子李璀嗣徐王，李璀子李延年。

## 传記資料
- 《旧唐書》卷六十四·列传第十四·徐王元礼传
- 《新唐書》卷七十九·列传第四·徐王元礼传